# 政党政治广播
政党政治广播（根据播出日期的不同，也称为政党选举广播或政党大会广播），是政党进行的电视或无线电广播。
在英国，法律不允许在电视或电台上做政治广告，但政党可以在传统地面电视频道被分配一段的广播时间。在被分配到的一天，被分配的政党可以播出一段大概5分钟的内容。
爱尔兰共和国有着类似形式的广播，但下议院中的小党可能只能分配到一至两分钟的时间。